# Чорний Орел (фільм, 1946)
«Чорний Орел» (італ. Aquila Nera) — італійський фільм-драма 1946 року, поставлений режисером Ріккардо Фредою за романом Олександра Пушкіна «Дубровський» (1833).

## Сюжет
Росія, початок XIX століття. Кирило Петрович вступає у змову з губернатором, суддею і ревізором із столиці, щоб оволодіти маєтком Дубровських. Володимир Дубровський, молодий офіцер імператорської гвардії, що несе службу в Санкт-Петербурзі, приїжджає до батька, що помирає в стайні - його, як і багатьох інших, обібрав до нитки Кирило Петрович. Володимир присягається помститися. Продажний суддя, що оселився в маєтку Дубровських, стає першою жертвою.
Володимир Дубровский очолює банду благородних борців за справедливість, постраждалих від Кирила. Він стає відомим під ім'ям "Чорний Орел"; це ім'я наганяє страх на всю округу. Його банда грабує карети багатіїв і спекулянтів. Одного разу до рук бандитів потрапляє Маша, донька Кирила Петровича. Чорний Орел, приголомшений красою дівчини, відпускає її і, підібравши її хустку, обіцяє повернути її в найближчу північ. Потім Володимир приходить до Кирила, назвавшись новим викладачем німецької мови (якого захопили люди Дубровського), виписаним для Маші. Захоплений Машею, він доглядає за нею під цією личиною, але Маша явно віддає перевагу над ним Чорному Орлові. Тепер вбивство Кирила стає для Володимира серйозною етичною проблемою.
У маєток прибуває князь Сергій, старий друг Кирила, у супроводі справжнього вчителя, відпущеного розбійниками. Сергій є заклятим ворогом Дубровського: вони повинні були битися на дуелі, але Володимир відклав цю зустріч, щоб устигнути до вмираючого батька. У відповідь Сергій оголосив його боягузом. Зрозумівши, що він упізнаний, Володимир стріляє у величезну люстру у вітальні особняка і в метушні, що зчинилася, втікає з маєтку Кирила. Останній обіцяє видати свою доньку за Сергія. Незважаючи на відчай Маші, закоханої в Чорного Орла-Дубровського, Кирило залишається непохитним і не збирається змінювати рішення. Маша кличе Володимира на допомогу, підклавши в дупло залишене ним кільце. Коштовність потрапляє до рук бродяги, який, на щастя, зустрічає Володимира в шинку. Люди Володимира на конях уриваються в маєток перед самим весіллям. Володимир б'ється з Сергієм на дуелі і вбиває його. Кирило відвозить доньку в кареті. На повній швидкості карету заносить, і вона падає в яр. Кирило гине, а закохані возз'єднуються.

## У ролях
| • Россано Брацці      | … | Володимир Дубровський |
| • Іразема Діліан      | … | Маша Петрович         |
| • Джино Черві         | … | Кирило Петрович       |
| • Ріна Мореллі        | … | Ірен                  |
| • Гаррі Фейст         | … | Сергій Іванович       |
| • Паоло Стоппа        | … | розбійник             |
| • Інга Горт           | … | Марія                 |
| • Джина Лоллобриджида | … | рабиня-черкеска       |

## Знімальна група
- Автори сценарію — Маріо Монічеллі, Стено, Браццо Аньйолетті (за романом Олександра Пушкіна «Дубровський»)
- Режисер-постановник — Ріккардо Фреда
- Продюсер — Діно Де Лаурентіс
- Композитор — Франко Казавола
- Оператор — Родольфо Ломбарді
- Монтаж — Отелло Коланджелі
- Художник-постановник — Арріго Коні
- Художник по костюмах — Васко Глорі

## Про фільм
«Чорний Орел» став третьою екранізацією повісті Пушкіна «Дубровський» після фільму «Орел» (англ. The Eagle) Клеренса Брауна з Рудольфом Валентіно в головній ролі та радянської стрічки Олександра Івановського «Дубровський» (1937). Фільм користувався величезним комерційним успіхом: він посів друге місце (після «Ріголетто» реж. Карміно Галлоне) за касовими зборами і італійському прокаті 1946 року, зібравши £195 000 000 (€5 772 111 у перерахунку з урахуванням інфляції станом на 2009 рік). Через п'ять років Ріккардо Фреда створив продовження фільму під назвою «Помста Чорного Орла» (La vendetta di Aquila Nera, 1951).